# Estádio Municipal Fausto Alvim
Estádio Municipal Fausto Alvim – stadion piłkarski, w Araxá, Minas Gerais, Brazylia, na którym swoje mecze rozgrywa klub Araxá Esporte Clube.